# Tercera División de España 1932-33
La temporada 1932-33 de la Tercera División de España de fútbol corresponde a la 4.ª edición del campeonato y se disputó entre el 4 de diciembre de 1932 y el 19 de marzo de 1933.
El campeón de esta temporada y único club que ascendió a Segunda División fue el C. E. Sabadell F. C.

## Sistema de competición
La Tercera División de España 1932-33 fue organizada por la Federación Española de Fútbol.
El campeonato contó con la participación de 32 clubes y se desarrolló en dos fases. En la primera fase se formaron ocho grupos, con distintos números de equipos. Esta primera fase de disputó siguiendo un sistema de liga, de modo que los equipos de cada grupo se enfrentaron entre sí, todos contra todos en dos ocasiones —una en campo propio y otra en campo contrario—. El orden de los encuentros se decidió por sorteo antes de empezar la competición.
Se estableció una clasificación con arreglo a los puntos obtenidos en cada enfrentamiento, a razón de dos por partido ganado, uno por empatado y ninguno en caso de derrota. En caso de empate a puntos entre dos o más clubes en la clasificación, se tuvo en cuenta el mayor cociente de goles.
Los dos primeros clasificados de cada grupo pasaron a la fase final en formato de eliminatorias directas a ida y vuelta desde octavos de final a la final, cuyo vencedor logró el ascenso a Segunda División.

## Equipos participantes
| Grupo I                | Grupo II                | Grupo III             | Grupo IV          |
| ---------------------- | ----------------------- | --------------------- | ----------------- |
| Eiriña F. C.           | Castilla F. C.          | Baracaldo F. C.       | C. D. Alkartasuna |
| Racing Ferrol F. C.    | A. D. Ferroviaria       | S. D. Erandio         | C. D. Huesca      |
| Stadium Club Avilesino | C. Deportivo de Madrid  | C. D. Logroño         | Zaragoza F. C.    |
| Unión S. C.            | C. Valladolid Deportivo | Tolosa F. C.          |                   |
| Grupo V                | Grupo VI                | Grupo VII             | Grupo VIII        |
| F. C. Badalona         | Elche F. C.             | Cartagena F. C.       | Córdoba Racing C. |
| C. E. Júpiter          | Gimnástico F. C.        | C. D. Cieza           | Málaga S. C.      |
| F. C. Martinenc        | Hércules F. C.          | C. D. Gimnástica Abad | F. C. Malagueño   |
| F. C. Palafrugell      | Levante F. C.           | Imperial F. C.        |                   |
| C. E. Sabadell F. C.   |                         |                       |                   |
| U. E. Sans             |                         |                       |                   |

### Información
| Equipo               | Ciudad      | Entrenador          | Capitán | Estadio              | Capacidad |
| -------------------- | ----------- | ------------------- | ------- | -------------------- | --------- |
| Alkartasuna          | Tafalla     |                     |         | San Francisco Javier |           |
| Avilesino            | Avilés      |                     |         | Las Arobias          |           |
| Badalona             | Badalona    | Cándido Mauricio    |         | Carrer del Manresà   |           |
| Baracaldo            | Baracaldo   |                     |         | Lasesarre            |           |
| Cartagena            | Cartagena   |                     |         | El Almarjal          | 12 000    |
| Castilla             | Madrid      |                     |         | Diego de León        |           |
| Cieza                | Cieza       |                     |         |                      |           |
| Córdoba Racing       | Córdoba     |                     |         |                      |           |
| Deportivo de Madrid  | Madrid      |                     |         | El Parral            | 12 000    |
| Eiriña               | Pontevedra  |                     |         | Progreso             |           |
| Elche                | Elche       |                     |         | Altabix              | 15 000    |
| Erandio              | Erandio     |                     |         | Ategorri             |           |
| Ferroviaria          | Madrid      | Camarero            |         | Las Delicias         |           |
| Gimnástica Abad      | Cartagena   |                     |         |                      |           |
| Gimnástico           | Valencia    |                     |         | Vallejo              | 18 000    |
| Hércules             | Alicante    |                     |         | Bardín               |           |
| Huesca               | Huesca      |                     |         | Villa Isabel         |           |
| Imperial             | Murcia      |                     |         | La Zarandona         |           |
| Júpiter              | Barcelona   | Eugeni Callicó      |         | Poblenou             |           |
| Levante              | Valencia    |                     |         | La Cruz              |           |
| Logroño              | Logroño     |                     |         | Las Gaunas           |           |
| Málaga               | Málaga      |                     |         | Segalerva            |           |
| Malagueño            | Málaga      |                     |         | Los Baños del Carmen |           |
| Martinenc            | Barcelona   |                     |         |                      |           |
| Palafrugell          | Palafrugell | Josep Esparragó     |         |                      |           |
| Racing Ferrol        | Ferrol      | José Planas         |         | O Inferniño          |           |
| Sabadell             | Sabadell    | Emilio Vidal        |         | Creu Alta            |           |
| Sans                 | Barcelona   |                     |         | Carrer de Galileu    |           |
| Tolosa               | Tolosa      |                     |         | Berazubi             |           |
| Unión                | Vigo        |                     |         | La Florida           |           |
| Valladolid Deportivo | Valladolid  | Antón Achalandabaso |         | Sociedad Taurina     |           |
| Zaragoza             | Zaragoza    | Filipe dos Santos   |         | Torrero              | 8000      |

## Fase de grupos

### Grupo I
| Pos. | Equipo              | Pts. | PJ | G | E | P | GF | GC | Dif. | Clasificación       |
| ---- | ------------------- | ---- | -- | - | - | - | -- | -- | ---- | ------------------- |
| 1    | Stadium Avilesino   | 8    | 6  | 4 | 0 | 2 | 13 | 9  | +4   | Acceso a fase final |
| 2    | Unión S. C.         | 8    | 6  | 4 | 0 | 2 | 14 | 12 | +2   | Acceso a fase final |
| 3    | Eiriña F. C.        | 4    | 6  | 2 | 0 | 4 | 11 | 12 | −1   |                     |
| 4    | Racing Ferrol F. C. | 4    | 6  | 2 | 0 | 4 | 6  | 11 | −5   |                     |

 Fuente: Fútbol Regional
Notas:
1. 1 2  El Unión S. C. fue compensando con dos puntos adicionales debido a que el Racing Ferrol F. C. no se presentó al partido correspondiente a la jornada 4, que tras ser disputado (con victoria ferrolana por 5 a 0) la FEF ordenó repetirlo, negándose el Racing a disputarlo de nuevo y quedándose finalmente con los dos puntos el equipo de Lavadores.

#### Resultados
| 4 de diciembre de 1932 |     |                   |             |              |   |
| Racing Ferrol F. C.    | 3:1 | Eiriña F. C.      | O Inferniño | Cabrera Cao  | — |
| Unión S. C.            | 2:3 | Stadium Avilesino | La Florida  | Gayoso Novas | — |

| 11 de diciembre de 1932 |     |                     |         |                  |   |
| Eiriña F. C.            | 1:2 | Unión S. C.         | Pasarón | de Anta Holgado  | — |
| Stadium Avilesino       | 2:1 | Racing Ferrol F. C. |         | Carlos Rodríguez | — |

| 18 de diciembre de 1932 |     |                     |            |                  |   |
| Unión S. C.             | 4:0 | Racing Ferrol F. C. | La Florida | Canda            | — |
| Stadium Avilesino       | 1:0 | Eiriña F. C.        |            | Carlos Rodríguez | — |

| 8 de enero de 1933  |     |                   |         |          |   |
| Eiriña F. C.        | 3:1 | Stadium Avilesino | Pasarón | Lago Búa | — |
| No disputado        |     |                   |         |          |   |
| Racing Ferrol F. C. | N/D | Unión S. C.       | —       | —        | — |

| 15 de enero de 1933 |       |                   |             |          |   |
| Unión S. C.         | 5:3   | Eiriña F. C.      | La Florida  | Canda    | — |
| 16 de enero de 1933 |       |                   |             |          |   |
| Racing Ferrol F. C. | [2:1] | Stadium Avilesino | O Inferniño | Carducho | — |

| 3 de enero de 1933 |       |                     |         |  |   |
| Eiriña F. C.       | [3:0] | Racing Ferrol F. C. | Pasarón |  | — |
| Stadium Avilesino  | [5:1] | Unión S. C.         |         |  | — |

### Grupo II
| Pos. | Equipo                  | Pts. | PJ | G | E | P | GF | GC | Dif. | Clasificación       |
| ---- | ----------------------- | ---- | -- | - | - | - | -- | -- | ---- | ------------------- |
| 1    | C. Valladolid Deportivo | 10   | 6  | 5 | 0 | 1 | 21 | 6  | +15  | Acceso a Fase final |
| 2    | C. D. Madrid            | 10   | 6  | 5 | 0 | 1 | 16 | 9  | +7   | Acceso a Fase final |
| 3    | Castilla F. C.          | 4    | 6  | 2 | 0 | 4 | 10 | 22 | −12  |                     |
| 4    | A. D. Ferroviaria       | 0    | 6  | 0 | 0 | 6 | 7  | 17 | −10  |                     |

 Fuente: Fútbol Regional

#### Resultados
| 4 de diciembre de 1932  |     |                |                  |                  |   |
| C. Valladolid Deportivo | 6:0 | C. D. Madrid   | Sociedad Taurina | Hernández Areces | — |
| 25 de diciembre de 1932 |     |                |                  |                  |   |
| A. D. Ferroviaria       | 1:3 | Castilla F. C. | Las Delicias     | García Soleto    | — |

| 11 de diciembre de 1932 |     |                         |               |                 |   |
| Castilla F. C.          | 2:4 | C. Valladolid Deportivo | Diego de León | Iglesias Gracia | — |
| 1 de enero de 1933      |     |                         |               |                 |   |
| C. D. Madrid            | 2:1 | A. D. Ferroviaria       | El Parral     | Rodríguez Kuntz | — |

| 18 de diciembre de 1932 |     |                   |                  |              |   |
| C. Valladolid Deportivo | 3:0 | A. D. Ferroviaria | Sociedad Taurina | Pérez García | — |
| Castilla F. C.          | 0:3 | C. D. Madrid      |                  | Álvarez Lobo | — |

| 8 de enero de 1933 |     |                         |           |         |   |
| C. D. Madrid       | 4:1 | C. Valladolid Deportivo | El Parral | Torres  | — |
| Castilla F. C.     | 5:4 | A. D. Ferroviaria       |           | Morales | — |

| 15 de enero de 1933     |     |                |                  |                  |   |
| C. Valladolid Deportivo | 5:0 | Castilla F. C. | Sociedad Taurina | Hernández Areces | — |
| A. D. Ferroviaria       | 1:2 | C. D. Madrid   | Las Delicias     | Álvarez Lobo     | — |

| 22 de enero de 1933 |     |                         |              |               |   |
| A. D. Ferroviaria   | 0:2 | C. Valladolid Deportivo | Las Delicias | Torres        | — |
| C. D. Madrid        | 5:0 | Castilla F. C.          | El Parral    | García Soleto | — |

### Grupo III
| Pos. | Equipo          | Pts. | PJ | G | E | P | GF | GC | Dif. | Clasificación       |
| ---- | --------------- | ---- | -- | - | - | - | -- | -- | ---- | ------------------- |
| 1    | C. D. Logroño   | 8    | 6  | 3 | 2 | 1 | 15 | 7  | +8   | Acceso a fase final |
| 2    | Baracaldo C. F. | 6    | 6  | 2 | 2 | 2 | 12 | 9  | +3   | Acceso a fase final |
| 3    | S. D. Erandio   | 6    | 6  | 3 | 0 | 3 | 8  | 8  | 0    |                     |
| 4    | Tolosa S. C.    | 4    | 6  | 1 | 2 | 3 | 5  | 16 | −11  |                     |

 Fuente: Fútbol Regional

#### Resultados
| 4 de diciembre de 1932 |     |               |           |                  |   |
| Baracaldo C. F.        | 1:2 | C. D. Logroño | Lasesarre | Campos           | — |
| Tolosa S. C.           | 1:0 | S. D. Erandio | Berazubi  | Ledesma Corredor | — |

| 11 de diciembre de 1932 |     |                 |            |               |   |
| S. D. Erandio           | 3:1 | Baracaldo C. F. | Ategorri   | Manuel Vallés | — |
| C. D. Logroño           | 6:0 | Tolosa S. C.    | Las Gaunas | San Juan      | — |

| 18 de diciembre de 1932 |     |               |            |                  |   |
| Baracaldo C. F.         | 2:2 | Tolosa S. C.  | Lasesarre  | Picón            | — |
| C. D. Logroño           | 2:0 | S. D. Erandio | Las Gaunas | Barrena Amilibia | — |

| 1 de enero de 1933  |     |                 |            |                  |   |
| S. D. Erandio       | 3:0 | Tolosa S. C.    | Ategorri   | Horcajo          | — |
| 22 de enero de 1933 |     |                 |            |                  |   |
| C. D. Logroño       | 2:2 | Baracaldo C. F. | Las Gaunas | Fernández Aleson | — |

| 8 de enero de 1933 |     |               |           |                     |   |
| Tolosa S. C.       | 2:2 | C. D. Logroño | Berazubi  | Arrillaga Izaguirre | — |
| Baracaldo C. F.    | 3:0 | S. D. Erandio | Lasesarre | Horcajo             | — |

| 15 de enero de 1933 |     |                 |          |                |   |
| Tolosa S. C.        | 0:3 | Baracaldo C. F. | Berazubi | Jáuregui Ansó  | — |
| S. D. Erandio       | 2:1 | C. D. Logroño   | Ategorri | Saracho Goitia | — |

### Grupo IV
| Pos. | Equipo            | Pts. | PJ | G | E | P | GF | GC | Dif. | Clasificación       |
| ---- | ----------------- | ---- | -- | - | - | - | -- | -- | ---- | ------------------- |
| 1    | Zaragoza F. C.    | 8    | 4  | 4 | 0 | 0 | 29 | 5  | +24  | Acceso a fase final |
| 2    | C. D. Huesca      | 2    | 4  | 1 | 0 | 3 | 9  | 24 | −15  | Acceso a fase final |
| 3    | C. D. Alkartasuna | 2    | 4  | 1 | 0 | 3 | 7  | 16 | −9   |                     |

 Fuente: Fútbol Regional

#### Resultados
| 4 de diciembre de 1932 |     |                   |         |        |   |
| Zaragoza F. C.         | 7:0 | C. D. Alkartasuna | Torrero | Rivera | — |

| 11 de diciembre de 1932 |     |              |               |                  |   |
| C. D. Alkartasuna       | 3:2 | C. D. Huesca | San Francisco | Elizari Navarlaz | — |

| 18 de diciembre de 1932 |      |              |         |              |   |
| Zaragoza F. C.          | 15:1 | C. D. Huesca | Torrero | Duce Baquero | — |

| 1 de enero de 1933 |     |                |                  |        |   |
| C. D. Alkartasuna  | 2:3 | Zaragoza F. C. | Marqués de Feria | Aldave | — |

| 8 de enero de 1933 |     |                   |              |      |   |
| C. D. Huesca       | 4:2 | C. D. Alkartasuna | Villa Isabel | Lera | — |

| 15 de enero de 1933 |     |                |              |                |   |
| C. D. Huesca        | 2:4 | Zaragoza F. C. | Villa Isabel | Adrados Martín | — |

### Grupo V
| Pos. | Equipo                   | Pts. | PJ | G | E | P | GF | GC | Dif. | Clasificación       |
| ---- | ------------------------ | ---- | -- | - | - | - | -- | -- | ---- | ------------------- |
| 1    | F. C. Badalona           | 15   | 10 | 7 | 1 | 2 | 24 | 12 | +12  | Acceso a fase final |
| 2    | C. E. Sabadell F. C. (A) | 12   | 10 | 4 | 4 | 2 | 25 | 16 | +9   | Acceso a fase final |
| 3    | F. C. Palafrugell        | 11   | 10 | 5 | 1 | 4 | 19 | 20 | −1   |                     |
| 4    | U. E. Sans               | 10   | 10 | 3 | 4 | 3 | 11 | 13 | −2   |                     |
| 5    | C. E. Júpiter            | 6    | 10 | 2 | 2 | 6 | 9  | 15 | −6   |                     |
| 6    | F. C. Martinenc          | 6    | 10 | 2 | 2 | 6 | 13 | 25 | −12  |                     |

 Fuente: Fútbol Regional

#### Resultados
| 4 de diciembre de 1932 |     |                 |                   |       |                    |   |
| C. E. Sabadell F. C.   | 1:1 | F. C. Martinenc | Creu Alta         | —     | Boada              | — |
| F. C. Palafrugell      | 2:1 | C. E. Júpiter   |                   | —     | Mallorquí Tutusaus | — |
| U. E. Sans             | 3:0 | F. C. Badalona  | Carrer de Galileu | 14:50 | Coll Compte        | — |

| 8 de diciembre de 1932 |     |                      |                   |       |              |   |
| F. C. Martinenc        | 3:2 | F. C. Palafrugell    |                   | —     | Cruella Tena | — |
| F. C. Badalona         | 2:1 | C. E. Júpiter        |                   | —     |              | — |
| U. E. Sans             | 1:1 | C. E. Sabadell F. C. | Carrer de Galileu | 14:40 | José Pujol   | — |

| 11 de diciembre de 1932 |     |                   |           |   |             |   |
| C. E. Júpiter           | 1:1 | U. E. Sans        | Poblenou  | — | Boada       | — |
| C. E. Sabadell F. C.    | 8:3 | F. C. Palafrugell | Creu Alta | — | Sabaté Solà | — |
| F. C. Martinenc         | 0:4 | F. C. Badalona    |           | — | R. Sauri    | — |

| 18 de diciembre de 1932 |     |                      |                   |       |                    |   |
| C. E. Júpiter           | 1:3 | C. E. Sabadell F. C. | Poblenou          | —     | Mallorquí Tutusaus | — |
| U. E. Sans              | 2:1 | F. C. Martinenc      | Carrer de Galileu | 14:40 | Armengol Buxems    | — |
| 26 de diciembre de 1932 |     |                      |                   |       |                    |   |
| F. C. Badalona          | 3:2 | F. C. Palafrugell    |                   |       | José Pujol         | — |

| 25 de diciembre de 1932 |     |                |           |   |                 |   |
| F. C. Martinenc         | 1:3 | C. E. Júpiter  |           | — | Espelta Mussons | — |
| C. E. Sabadell F. C.    | 2:2 | F. C. Badalona | Creu Alta | — | José Pujol      | — |
| F. C. Palafrugell       | 0:1 | U. E. Sans     |           | — | [[]]            | — |

| 1 de enero de 1933   |     |                 |           |   |                   |   |
| C. E. Sabadell F. C. | 3:0 | U. E. Sans      | Creu Alta | — | Santiago Campillo | — |
| C. E. Júpiter        | 0:2 | F. C. Badalona  | Poblenou  | — | Espelta Mussons   | — |
| F. C. Palafrugell    | 4:2 | F. C. Martinenc |           | — | Cruella Tena      | — |

| 6 de enero de 1933 |     |                      |          |   |                    |   |
| F. C. Martinenc    | 3:2 | C. E. Sabadell F. C. |          | — | Piquera            | — |
| C. E. Júpiter      | 0:1 | F. C. Palafrugell    | Poblenou | — | Mallorquí Tutusaus | — |
| F. C. Badalona     | 3:1 | U. E. Sans           |          | — | Coll Compte        | — |

| 8 de enero de 1933 |     |                      |                      |   |              |   |
| U. E. Sans         | 0:0 | C. E. Júpiter        | Carrer de Galileu    | — | Boada        | — |
| F. C. Badalona     | 4:0 | F. C. Martinenc      | Carretera de Montgat | — | Cruella Tena | — |
| F. C. Palafrugell  | 1:1 | C. E. Sabadell F. C. |                      | — | Sabaté Solà  | — |

| 15 de enero de 1933  |     |                |           |   |                 |   |
| F. C. Martinenc      | 2:2 | U. E. Sans     |           | — | Armengol Buxems | — |
| F. C. Palafrugell    | 2:1 | F. C. Badalona |           | — | Espelta Mussons | — |
| C. E. Sabadell F. C. | 3:1 | C. E. Júpiter  | Creu Alta | — | José Pujol      | — |

| 22 de enero de 1933 |     |                      |                      |   |                   |   |
| F. C. Badalona      | 3:1 | C. E. Sabadell F. C. | Carretera de Montgat | — | Boada             | — |
| C. E. Júpiter       | 1:0 | F. C. Martinenc      |                      | — | Sabaté Solà       | — |
| U. E. Sans          | 0:2 | F. C. Palafrugell    | Carrer de Galileu    | — | Santiago Campillo | — |

### Grupo VI
| Pos. | Equipo           | Pts. | PJ | G | E | P | GF | GC | Dif. | Clasificación       |
| ---- | ---------------- | ---- | -- | - | - | - | -- | -- | ---- | ------------------- |
| 1    | Hércules F. C.   | 11   | 6  | 5 | 1 | 0 | 26 | 7  | +19  | Acceso a fase final |
| 2    | Elche F. C.      | 5    | 6  | 2 | 1 | 3 | 15 | 12 | +3   | Acceso a fase final |
| 3    | Gimnástico F. C. | 5    | 6  | 2 | 1 | 3 | 10 | 21 | −11  |                     |
| 4    | Levante F. C.    | 3    | 6  | 1 | 1 | 4 | 9  | 20 | −11  |                     |

 Fuente: Fútbol Regional
| 4 de diciembre de 1932  |     |                |         |                |   |
| Gimnástico F. C.        | 2:1 | Elche F. C.    | Vallejo | Boronat Santos | — |
| 25 de diciembre de 1932 |     |                |         |                |   |
| Levante F. C.           | 0:4 | Hércules F. C. | La Cruz | Vidal Royo     | — |

| 11 de diciembre de 1932 |     |                  |         |              |   |
| Levante F. C.           | 6:1 | Gimnástico F. C. | La Cruz | Soliva López | — |
| Elche F. C.             | 2:3 | Hércules F. C.   | Altabix | García Piri  | — |

| 18 de diciembre de 1932 |     |                  |         |                  |   |
| Hércules F. C.          | 7:2 | Gimnástico F. C. | Bardín  | Rosselló Sánchez | — |
| Levante F. C.           | 3:3 | Elche F. C.      | La Cruz | Milego Díaz      | — |

| 1 de enero de 1933  |     |                  |         |               |   |
| Elche F. C.         | 5:0 | Gimnástico F. C. | Altabix | Murcia Solano | — |
| 22 de enero de 1933 |     |                  |         |               |   |
| Hércules F. C.      | 6:0 | Levante F. C.    | Bardín  | López Almansa | — |

| 8 de enero de 1933 |     |               |         |              |   |
| Gimnástico F. C.   | 3:0 | Levante F. C. | Vallejo | Vidal Royo   | — |
| Hércules F. C.     | 4:1 | Elche F. C.   | Bardín  | García Calvo | — |

| 15 de enero de 1933 |     |                |         |                 |   |
| Gimnástico F. C.    | 2:2 | Hércules F. C. | Vallejo | Echave Ondárroa | — |
| Elche F. C.         | 3:0 | Levante F. C.  | Altabix | Murcia Solano   | — |

### Grupo VII
| Pos. | Equipo                | Pts. | PJ | G | E | P | GF | GC | Dif. | Clasificación       |
| ---- | --------------------- | ---- | -- | - | - | - | -- | -- | ---- | ------------------- |
| 1    | Cartagena F. C.       | 9    | 6  | 4 | 1 | 1 | 19 | 3  | +16  | Acceso a fase final |
| 2    | C. D. Cieza           | 8    | 6  | 4 | 0 | 2 | 14 | 11 | +3   | Acceso a fase final |
| 3    | C. D. Gimnástica Abad | 4    | 6  | 2 | 0 | 4 | 9  | 14 | −5   |                     |
| 4    | Imperial F. C.        | 3    | 6  | 1 | 1 | 4 | 10 | 24 | −14  |                     |

 Fuente: Fútbol Regional
| 4 de diciembre de 1932 |     |                       |  |               |   |
| Imperial F. C.         | 4:0 | C. D. Gimnástica Abad |  | Casanova Auré | — |
| Cartagena F. C.        | 6:1 | C. D. Cieza           |  | García Calvo  | — |

| 11 de diciembre de 1932 |     |                 |  |                 |   |
| C. D. Gimnástica Abad   | 0:3 | Cartagena F. C. |  | Pagán Ibáñez    | — |
| C. D. Cieza             | 6:2 | Imperial F. C.  |  | Beviar Murciano | — |

| 26 de diciembre de 1932 |     |                 |  |         |   |
| Imperial F. C.          | 1:1 | Cartagena F. C. |  | Latorre | — |
| 22 de enero de 1933     |     |                 |  |         |   |
| C. D. Gimnástica Abad   | 2:1 | C. D. Cieza     |  | Plaza   | — |

| 8 de enero de 1933 |     |                       |  |                  |   |
| Cartagena F. C.    | 7:0 | Imperial F. C.        |  | Rosselló Sánchez | — |
| C. D. Cieza        | 2:0 | C. D. Gimnástica Abad |  | López Almansa    | — |

| 15 de enero de 1933 |     |                       |  |                |   |
| Cartagena F. C.     | 2:0 | C. D. Gimnástica Abad |  | García Sánchez | — |
| Imperial F. C.      | 1:3 | C. D. Cieza           |  | García Calvo   | — |

| 22 de enero de 1933   |       |                 |  |                 |   |
| C. D. Gimnástica Abad | [7:3] | Imperial F. C.  |  |                 | — |
| C. D. Cieza           | [1:0] | Cartagena F. C. |  | Beviar Murciano | — |

### Grupo VIII
| Pos. | Equipo            | Pts. | PJ | G | E | P | GF | GC | Dif. | Clasificación       |
| ---- | ----------------- | ---- | -- | - | - | - | -- | -- | ---- | ------------------- |
| 1    | F. C. Malagueño   | 5    | 4  | 2 | 1 | 1 | 6  | 2  | +4   | Acceso a fase final |
| 2    | Córdoba Racing C. | 5    | 4  | 2 | 1 | 1 | 8  | 7  | +1   | Acceso a fase final |
| 3    | Málaga S. C.      | 2    | 4  | 0 | 2 | 2 | 4  | 9  | −5   |                     |

 Fuente: Fútbol Regional
| 4 de diciembre de 1932 |     |                 |           |                |   |
| Málaga S. C.           | 0:3 | F. C. Malagueño | Segalerva | Franqui Molina | — |

| 13 de diciembre de 1932 |     |              |  |  |   |
| Córdoba Racing C.       | 3:1 | Málaga S. C. |  |  | — |

| 18 de diciembre de 1932 |     |                   |  |                 |   |
| F. C. Malagueño         | 3:0 | Córdoba Racing C. |  | Ignacio Sánchez | — |

| 1 de enero de 1933 |     |              |                  |                   |   |
| F. C. Malagueño    | 0:0 | Málaga S. C. | Baños del Carmen | García Mediavilla | — |

| 8 de enero de 1933 |     |                   |           |      |   |
| Málaga S. C.       | 3:3 | Córdoba Racing C. | Segalerva | Blat | — |

| 15 de enero de 1933 |     |                 |  |             |   |
| Córdoba Racing C.   | 2:0 | F. C. Malagueño |  | Ocaña Nieto | — |

## Fase final
Participaron los dos primeros clasificados de los ocho grupos de Tercera División. Tan solo el campeón conseguía plaza en Segunda División.
|  | Octavos de final                                                                         | Octavos de final                                                                         | Octavos de final                                                                         | Octavos de final                                                                         | Octavos de final                                                                         | Octavos de final                                                                         |      |                         | Cuartos de final                                                                             | Cuartos de final                                                                             | Cuartos de final                                                                             | Cuartos de final                                                                             | Cuartos de final                                                                             | Cuartos de final                                                                             |     |                      | Semifinales                                             | Semifinales                                             | Semifinales                                             | Semifinales                                             | Semifinales                                             |    |                      | Final                                                  | Final                                                  | Final                                                  | Final                                                  | Final                                                  |  |
|  | 29 de enero de 1933 (ida) 5 de febrero de 1933 (vuelta) 7 de febrero de 1933 (desempate) | 29 de enero de 1933 (ida) 5 de febrero de 1933 (vuelta) 7 de febrero de 1933 (desempate) | 29 de enero de 1933 (ida) 5 de febrero de 1933 (vuelta) 7 de febrero de 1933 (desempate) | 29 de enero de 1933 (ida) 5 de febrero de 1933 (vuelta) 7 de febrero de 1933 (desempate) | 29 de enero de 1933 (ida) 5 de febrero de 1933 (vuelta) 7 de febrero de 1933 (desempate) | 29 de enero de 1933 (ida) 5 de febrero de 1933 (vuelta) 7 de febrero de 1933 (desempate) |      |                         | 12 de febrero de 1933 (ida) 19 de febrero de 1933 (vuelta) 21 de febrero de 1933 (desempate) | 12 de febrero de 1933 (ida) 19 de febrero de 1933 (vuelta) 21 de febrero de 1933 (desempate) | 12 de febrero de 1933 (ida) 19 de febrero de 1933 (vuelta) 21 de febrero de 1933 (desempate) | 12 de febrero de 1933 (ida) 19 de febrero de 1933 (vuelta) 21 de febrero de 1933 (desempate) | 12 de febrero de 1933 (ida) 19 de febrero de 1933 (vuelta) 21 de febrero de 1933 (desempate) | 12 de febrero de 1933 (ida) 19 de febrero de 1933 (vuelta) 21 de febrero de 1933 (desempate) |     |                      | 26 de febrero de 1933 (ida) 5 de marzo de 1933 (vuelta) | 26 de febrero de 1933 (ida) 5 de marzo de 1933 (vuelta) | 26 de febrero de 1933 (ida) 5 de marzo de 1933 (vuelta) | 26 de febrero de 1933 (ida) 5 de marzo de 1933 (vuelta) | 26 de febrero de 1933 (ida) 5 de marzo de 1933 (vuelta) |    |                      | 12 de marzo de 1933 (ida) 19 de marzo de 1933 (vuelta) | 12 de marzo de 1933 (ida) 19 de marzo de 1933 (vuelta) | 12 de marzo de 1933 (ida) 19 de marzo de 1933 (vuelta) | 12 de marzo de 1933 (ida) 19 de marzo de 1933 (vuelta) | 12 de marzo de 1933 (ida) 19 de marzo de 1933 (vuelta) |  |
|  |                                                                                          |                                                                                          |                                                                                          |                                                                                          |                                                                                          |                                                                                          |      |                         |                                                                                              |                                                                                              |                                                                                              |                                                                                              |                                                                                              |                                                                                              |     |                      |                                                         |                                                         |                                                         |                                                         |                                                         |    |                      |                                                        |                                                        |                                                        |                                                        |                                                        |  |
|  |                                                                                          |                                                                                          |                                                                                          |                                                                                          |                                                                                          |                                                                                          |      |                         |                                                                                              |                                                                                              |                                                                                              |                                                                                              |                                                                                              |                                                                                              |     |                      |                                                         |                                                         |                                                         |                                                         |                                                         |    |                      |                                                        |                                                        |                                                        |                                                        |                                                        |  |
|  | 1VI                                                                                      | Hércules F. C.                                                                           | 3                                                                                        | 0                                                                                        | 0                                                                                        | 3                                                                                        |      |                         |                                                                                              |                                                                                              |                                                                                              |                                                                                              |                                                                                              |                                                                                              |     |                      |                                                         |                                                         |                                                         |                                                         |                                                         |    |                      |                                                        |                                                        |                                                        |                                                        |                                                        |  |
|  | 1VI                                                                                      | Hércules F. C.                                                                           | 3                                                                                        | 0                                                                                        | 0                                                                                        | 3                                                                                        |      |                         |                                                                                              |                                                                                              |                                                                                              |                                                                                              |                                                                                              |                                                                                              |     |                      |                                                         |                                                         |                                                         |                                                         |                                                         |    |                      |                                                        |                                                        |                                                        |                                                        |                                                        |  |
|  | 2V                                                                                       | C. E. Sabadell F. C.                                                                     | 1                                                                                        | 2                                                                                        | 3                                                                                        | 6                                                                                        |      |                         |                                                                                              |                                                                                              |                                                                                              |                                                                                              |                                                                                              |                                                                                              |     |                      |                                                         |                                                         |                                                         |                                                         |                                                         |    |                      |                                                        |                                                        |                                                        |                                                        |                                                        |  |
|  | 2V                                                                                       | C. E. Sabadell F. C.                                                                     | 1                                                                                        | 2                                                                                        | 3                                                                                        | 6                                                                                        |      | 2V                      | C. E. Sabadell F. C.                                                                         | 2                                                                                            | 3                                                                                            | 2                                                                                            | 7                                                                                            |                                                                                              |     |                      |                                                         |                                                         |                                                         |                                                         |                                                         |    |                      |                                                        |                                                        |                                                        |                                                        |                                                        |  |
|  |                                                                                          |                                                                                          |                                                                                          |                                                                                          |                                                                                          |                                                                                          |      | 2V                      | C. E. Sabadell F. C.                                                                         | 2                                                                                            | 3                                                                                            | 2                                                                                            | 7                                                                                            |                                                                                              |     |                      |                                                         |                                                         |                                                         |                                                         |                                                         |    |                      |                                                        |                                                        |                                                        |                                                        |                                                        |  |
|  |                                                                                          |                                                                                          | 2VI                                                                                      | Elche F. C.                                                                              | 5                                                                                        | 0                                                                                        | 1    | 6                       |                                                                                              |                                                                                              |                                                                                              |                                                                                              |                                                                                              |                                                                                              |     |                      |                                                         |                                                         |                                                         |                                                         |                                                         |    |                      |                                                        |                                                        |                                                        |                                                        |                                                        |  |
|  | 1V                                                                                       | F. C. Badalona                                                                           | 2VI                                                                                      | Elche F. C.                                                                              | 5                                                                                        | 0                                                                                        | 1    | 6                       | 3                                                                                            | 0                                                                                            | 3                                                                                            |                                                                                              |                                                                                              |                                                                                              |     |                      |                                                         |                                                         |                                                         |                                                         |                                                         |    |                      |                                                        |                                                        |                                                        |                                                        |                                                        |  |
|  | 1V                                                                                       | F. C. Badalona                                                                           |                                                                                          |                                                                                          |                                                                                          |                                                                                          |      |                         |                                                                                              |                                                                                              | 3                                                                                            |                                                                                              |                                                                                              |                                                                                              |     |                      |                                                         |                                                         |                                                         |                                                         |                                                         |    |                      |                                                        |                                                        |                                                        |                                                        |                                                        |  |
|  | 2VI                                                                                      | Elche F. C.                                                                              | 0                                                                                        | 4                                                                                        | 4                                                                                        |                                                                                          |      |                         |                                                                                              |                                                                                              |                                                                                              |                                                                                              |                                                                                              |                                                                                              |     |                      |                                                         |                                                         |                                                         |                                                         |                                                         |    |                      |                                                        |                                                        |                                                        |                                                        |                                                        |  |
|  | 2VI                                                                                      | Elche F. C.                                                                              | 0                                                                                        | 4                                                                                        | 4                                                                                        |                                                                                          |      |                         |                                                                                              |                                                                                              |                                                                                              |                                                                                              |                                                                                              |                                                                                              | 2V  | C. E. Sabadell F. C. | 8                                                       | 2                                                       | 10                                                      |                                                         |                                                         |    |                      |                                                        |                                                        |                                                        |                                                        |                                                        |  |
|  |                                                                                          |                                                                                          |                                                                                          |                                                                                          |                                                                                          |                                                                                          |      |                         |                                                                                              |                                                                                              |                                                                                              |                                                                                              |                                                                                              |                                                                                              | 2V  | C. E. Sabadell F. C. | 8                                                       | 2                                                       | 10                                                      |                                                         |                                                         |    |                      |                                                        |                                                        |                                                        |                                                        |                                                        |  |
|  |                                                                                          |                                                                                          | 1VII                                                                                     | Cartagena F. C.                                                                          | 2                                                                                        | 1                                                                                        | 3    |                         |                                                                                              |                                                                                              |                                                                                              |                                                                                              |                                                                                              |                                                                                              |     |                      |                                                         |                                                         |                                                         |                                                         |                                                         |    |                      |                                                        |                                                        |                                                        |                                                        |                                                        |  |
|  | 1VII                                                                                     | Cartagena F. C.                                                                          | 1VII                                                                                     | Cartagena F. C.                                                                          | 2                                                                                        | 1                                                                                        | 3    | 4                       | 0                                                                                            | 4                                                                                            |                                                                                              |                                                                                              |                                                                                              |                                                                                              |     |                      |                                                         |                                                         |                                                         |                                                         |                                                         |    |                      |                                                        |                                                        |                                                        |                                                        |                                                        |  |
|  | 1VII                                                                                     | Cartagena F. C.                                                                          |                                                                                          |                                                                                          |                                                                                          |                                                                                          |      |                         |                                                                                              |                                                                                              |                                                                                              |                                                                                              |                                                                                              |                                                                                              |     |                      |                                                         |                                                         |                                                         |                                                         |                                                         |    |                      |                                                        |                                                        |                                                        |                                                        |                                                        |  |
|  | 2VIII                                                                                    | Córdoba R. C.                                                                            | 0                                                                                        | 1                                                                                        | 1                                                                                        |                                                                                          |      |                         |                                                                                              |                                                                                              |                                                                                              |                                                                                              |                                                                                              |                                                                                              |     |                      |                                                         |                                                         |                                                         |                                                         |                                                         |    |                      |                                                        |                                                        |                                                        |                                                        |                                                        |  |
|  | 2VIII                                                                                    | Córdoba R. C.                                                                            | 0                                                                                        | 1                                                                                        | 1                                                                                        |                                                                                          | 1VII | Cartagena F. C.         | 4                                                                                            | 0                                                                                            | 4                                                                                            |                                                                                              |                                                                                              |                                                                                              |     |                      |                                                         |                                                         |                                                         |                                                         |                                                         |    |                      |                                                        |                                                        |                                                        |                                                        |                                                        |  |
|  |                                                                                          |                                                                                          |                                                                                          |                                                                                          |                                                                                          |                                                                                          | 1VII | Cartagena F. C.         | 4                                                                                            | 0                                                                                            | 4                                                                                            |                                                                                              |                                                                                              |                                                                                              |     |                      |                                                         |                                                         |                                                         |                                                         |                                                         |    |                      |                                                        |                                                        |                                                        |                                                        |                                                        |  |
|  |                                                                                          |                                                                                          | 1VIII                                                                                    | F. C. Malagueño                                                                          | 0                                                                                        | 3                                                                                        | 3    |                         |                                                                                              |                                                                                              |                                                                                              |                                                                                              |                                                                                              |                                                                                              |     |                      |                                                         |                                                         |                                                         |                                                         |                                                         |    |                      |                                                        |                                                        |                                                        |                                                        |                                                        |  |
|  | 1VIII                                                                                    | F. C. Malagueño                                                                          | 1VIII                                                                                    | F. C. Malagueño                                                                          | 0                                                                                        | 3                                                                                        | 3    | 4                       | 0                                                                                            | 4                                                                                            |                                                                                              |                                                                                              |                                                                                              |                                                                                              |     |                      |                                                         |                                                         |                                                         |                                                         |                                                         |    |                      |                                                        |                                                        |                                                        |                                                        |                                                        |  |
|  | 1VIII                                                                                    | F. C. Malagueño                                                                          |                                                                                          |                                                                                          |                                                                                          |                                                                                          |      |                         |                                                                                              |                                                                                              |                                                                                              |                                                                                              |                                                                                              |                                                                                              |     |                      |                                                         |                                                         |                                                         |                                                         |                                                         |    |                      |                                                        |                                                        |                                                        |                                                        |                                                        |  |
|  | 2VII                                                                                     | C. D. Cieza                                                                              | 0                                                                                        | 3                                                                                        | 3                                                                                        |                                                                                          |      |                         |                                                                                              |                                                                                              |                                                                                              |                                                                                              |                                                                                              |                                                                                              |     |                      |                                                         |                                                         |                                                         |                                                         |                                                         |    |                      |                                                        |                                                        |                                                        |                                                        |                                                        |  |
|  | 2VII                                                                                     | C. D. Cieza                                                                              | 0                                                                                        | 3                                                                                        | 3                                                                                        |                                                                                          |      |                         |                                                                                              |                                                                                              |                                                                                              |                                                                                              |                                                                                              |                                                                                              |     |                      |                                                         |                                                         |                                                         |                                                         |                                                         | 2V | C. E. Sabadell F. C. | 1                                                      | 2                                                      | 3                                                      |                                                        |                                                        |  |
|  |                                                                                          |                                                                                          |                                                                                          |                                                                                          |                                                                                          |                                                                                          |      |                         |                                                                                              |                                                                                              |                                                                                              |                                                                                              |                                                                                              |                                                                                              |     |                      |                                                         |                                                         |                                                         |                                                         |                                                         | 2V | C. E. Sabadell F. C. | 1                                                      | 2                                                      | 3                                                      |                                                        |                                                        |  |
|  |                                                                                          |                                                                                          | 1IV                                                                                      | Zaragoza F. C.                                                                           | 1                                                                                        | 1                                                                                        | 2    |                         |                                                                                              |                                                                                              |                                                                                              |                                                                                              |                                                                                              |                                                                                              |     |                      |                                                         |                                                         |                                                         |                                                         |                                                         |    |                      |                                                        |                                                        |                                                        |                                                        |                                                        |  |
|  | 1III                                                                                     | C. D. Logroño                                                                            | 1IV                                                                                      | Zaragoza F. C.                                                                           | 1                                                                                        | 1                                                                                        | 2    | 9                       | 3                                                                                            | 12                                                                                           |                                                                                              |                                                                                              |                                                                                              |                                                                                              |     |                      |                                                         |                                                         |                                                         |                                                         |                                                         |    |                      |                                                        |                                                        |                                                        |                                                        |                                                        |  |
|  | 1III                                                                                     | C. D. Logroño                                                                            |                                                                                          |                                                                                          |                                                                                          |                                                                                          |      |                         |                                                                                              |                                                                                              |                                                                                              |                                                                                              |                                                                                              |                                                                                              |     |                      |                                                         |                                                         |                                                         |                                                         |                                                         |    |                      |                                                        |                                                        |                                                        |                                                        |                                                        |  |
|  | 2IV                                                                                      | C. D. Huesca                                                                             | 1                                                                                        | 1                                                                                        | 2                                                                                        |                                                                                          |      |                         |                                                                                              |                                                                                              |                                                                                              |                                                                                              |                                                                                              |                                                                                              |     |                      |                                                         |                                                         |                                                         |                                                         |                                                         |    |                      |                                                        |                                                        |                                                        |                                                        |                                                        |  |
|  | 2IV                                                                                      | C. D. Huesca                                                                             | 1                                                                                        | 1                                                                                        | 2                                                                                        |                                                                                          | 1III | C. D. Logroño           | 0                                                                                            | 0                                                                                            | 0                                                                                            |                                                                                              |                                                                                              |                                                                                              |     |                      |                                                         |                                                         |                                                         |                                                         |                                                         |    |                      |                                                        |                                                        |                                                        |                                                        |                                                        |  |
|  |                                                                                          |                                                                                          |                                                                                          |                                                                                          |                                                                                          |                                                                                          | 1III | C. D. Logroño           | 0                                                                                            | 0                                                                                            | 0                                                                                            |                                                                                              |                                                                                              |                                                                                              |     |                      |                                                         |                                                         |                                                         |                                                         |                                                         |    |                      |                                                        |                                                        |                                                        |                                                        |                                                        |  |
|  |                                                                                          |                                                                                          | 1IV                                                                                      | Zaragoza F. C.                                                                           | 0                                                                                        | 2                                                                                        | 2    |                         |                                                                                              |                                                                                              |                                                                                              |                                                                                              |                                                                                              |                                                                                              |     |                      |                                                         |                                                         |                                                         |                                                         |                                                         |    |                      |                                                        |                                                        |                                                        |                                                        |                                                        |  |
|  | 2III                                                                                     | Baracaldo F. C.                                                                          | 1IV                                                                                      | Zaragoza F. C.                                                                           | 0                                                                                        | 2                                                                                        | 2    | 2                       | 0                                                                                            | 2                                                                                            |                                                                                              |                                                                                              |                                                                                              |                                                                                              |     |                      |                                                         |                                                         |                                                         |                                                         |                                                         |    |                      |                                                        |                                                        |                                                        |                                                        |                                                        |  |
|  | 2III                                                                                     | Baracaldo F. C.                                                                          |                                                                                          |                                                                                          |                                                                                          |                                                                                          |      |                         |                                                                                              |                                                                                              |                                                                                              |                                                                                              |                                                                                              |                                                                                              |     |                      |                                                         |                                                         |                                                         |                                                         |                                                         |    |                      |                                                        |                                                        |                                                        |                                                        |                                                        |  |
|  | 1IV                                                                                      | Zaragoza F. C.                                                                           | 1                                                                                        | 4                                                                                        | 5                                                                                        |                                                                                          |      |                         |                                                                                              |                                                                                              |                                                                                              |                                                                                              |                                                                                              |                                                                                              |     |                      |                                                         |                                                         |                                                         |                                                         |                                                         |    |                      |                                                        |                                                        |                                                        |                                                        |                                                        |  |
|  | 1IV                                                                                      | Zaragoza F. C.                                                                           | 1                                                                                        | 4                                                                                        | 5                                                                                        |                                                                                          |      |                         |                                                                                              |                                                                                              |                                                                                              |                                                                                              |                                                                                              |                                                                                              | 1IV | Zaragoza F. C.       | 1                                                       | 1                                                       | 2                                                       |                                                         |                                                         |    |                      |                                                        |                                                        |                                                        |                                                        |                                                        |  |
|  |                                                                                          |                                                                                          |                                                                                          |                                                                                          |                                                                                          |                                                                                          |      |                         |                                                                                              |                                                                                              |                                                                                              |                                                                                              |                                                                                              |                                                                                              | 1IV | Zaragoza F. C.       | 1                                                       | 1                                                       | 2                                                       |                                                         |                                                         |    |                      |                                                        |                                                        |                                                        |                                                        |                                                        |  |
|  |                                                                                          |                                                                                          | 1II                                                                                      | C. Valladolid Deportivo                                                                  | 0                                                                                        | 1                                                                                        | 1    |                         |                                                                                              |                                                                                              |                                                                                              |                                                                                              |                                                                                              |                                                                                              |     |                      |                                                         |                                                         |                                                         |                                                         |                                                         |    |                      |                                                        |                                                        |                                                        |                                                        |                                                        |  |
|  | 2I                                                                                       | Unión S. C.                                                                              | 1II                                                                                      | C. Valladolid Deportivo                                                                  | 0                                                                                        | 1                                                                                        | 1    | 0                       | 0                                                                                            | 0                                                                                            |                                                                                              |                                                                                              |                                                                                              |                                                                                              |     |                      |                                                         |                                                         |                                                         |                                                         |                                                         |    |                      |                                                        |                                                        |                                                        |                                                        |                                                        |  |
|  | 2I                                                                                       | Unión S. C.                                                                              |                                                                                          |                                                                                          |                                                                                          |                                                                                          |      |                         |                                                                                              |                                                                                              |                                                                                              |                                                                                              |                                                                                              |                                                                                              |     |                      |                                                         |                                                         |                                                         |                                                         |                                                         |    |                      |                                                        |                                                        |                                                        |                                                        |                                                        |  |
|  | 1II                                                                                      | C. Valladolid Deportivo                                                                  | 2                                                                                        | 4                                                                                        | 6                                                                                        |                                                                                          |      |                         |                                                                                              |                                                                                              |                                                                                              |                                                                                              |                                                                                              |                                                                                              |     |                      |                                                         |                                                         |                                                         |                                                         |                                                         |    |                      |                                                        |                                                        |                                                        |                                                        |                                                        |  |
|  | 1II                                                                                      | C. Valladolid Deportivo                                                                  | 2                                                                                        | 4                                                                                        | 6                                                                                        |                                                                                          | 1II  | C. Valladolid Deportivo | 3                                                                                            | 1                                                                                            | 4                                                                                            |                                                                                              |                                                                                              |                                                                                              |     |                      |                                                         |                                                         |                                                         |                                                         |                                                         |    |                      |                                                        |                                                        |                                                        |                                                        |                                                        |  |
|  |                                                                                          |                                                                                          |                                                                                          |                                                                                          |                                                                                          |                                                                                          | 1II  | C. Valladolid Deportivo | 3                                                                                            | 1                                                                                            | 4                                                                                            |                                                                                              |                                                                                              |                                                                                              |     |                      |                                                         |                                                         |                                                         |                                                         |                                                         |    |                      |                                                        |                                                        |                                                        |                                                        |                                                        |  |
|  |                                                                                          |                                                                                          | 1I                                                                                       | Stadium Avilesino                                                                        | 1                                                                                        | 2                                                                                        | 3    |                         |                                                                                              |                                                                                              |                                                                                              |                                                                                              |                                                                                              |                                                                                              |     |                      |                                                         |                                                         |                                                         |                                                         |                                                         |    |                      |                                                        |                                                        |                                                        |                                                        |                                                        |  |
|  | 1I                                                                                       | Stadium Avilesino                                                                        | 1I                                                                                       | Stadium Avilesino                                                                        | 1                                                                                        | 2                                                                                        | 3    | 2                       | 1                                                                                            | 4                                                                                            | 7                                                                                            |                                                                                              |                                                                                              |                                                                                              |     |                      |                                                         |                                                         |                                                         |                                                         |                                                         |    |                      |                                                        |                                                        |                                                        |                                                        |                                                        |  |
|  | 1I                                                                                       | Stadium Avilesino                                                                        |                                                                                          |                                                                                          |                                                                                          |                                                                                          |      |                         |                                                                                              |                                                                                              | 7                                                                                            |                                                                                              |                                                                                              |                                                                                              |     |                      |                                                         |                                                         |                                                         |                                                         |                                                         |    |                      |                                                        |                                                        |                                                        |                                                        |                                                        |  |
|  | 2II                                                                                      | C. D. Madrid                                                                             | 0                                                                                        | 3                                                                                        | 0                                                                                        | 3                                                                                        |      |                         |                                                                                              |                                                                                              |                                                                                              |                                                                                              |                                                                                              |                                                                                              |     |                      |                                                         |                                                         |                                                         |                                                         |                                                         |    |                      |                                                        |                                                        |                                                        |                                                        |                                                        |  |
|  | 2II                                                                                      | C. D. Madrid                                                                             | 0                                                                                        | 3                                                                                        | 0                                                                                        | 3                                                                                        |      |                         |                                                                                              |                                                                                              |                                                                                              |                                                                                              |                                                                                              |                                                                                              |     |                      |                                                         |                                                         |                                                         |                                                         |                                                         |    |                      |                                                        |                                                        |                                                        |                                                        |                                                        |  |
|  |                                                                                          |                                                                                          |                                                                                          |                                                                                          |                                                                                          |                                                                                          |      |                         |                                                                                              |                                                                                              |                                                                                              |                                                                                              |                                                                                              |                                                                                              |     |                      |                                                         |                                                         |                                                         |                                                         |                                                         |    |                      |                                                        |                                                        |                                                        |                                                        |                                                        |  |

## Resumen
Campeón de Tercera División y asciende a Segunda División:
| - C. E. Sabadell F. C. |